# Raouf Salim Bernaoui
Pour les articles homonymes, voir Bernaoui.
Raouf Salim Bernaoui (en arabe : رؤوف سليم برناوي), né le 11 novembre 1975 à Alger, est un haut fonctionnaire d'État et ancien escrimeur algérien.

## Biographie
Sa carrière sportive a commencé dès son plus jeune âge avec le MC Alger en tant qu'escrimeur, dans diverses catégories, où son nom a brillé en tant que meilleur athlète algérien en escrime, et s'est qualifié pour les Jeux olympiques d'été à deux reprises en 1996 et 2004, et après la fin de sa carrière, il a tourné à l'arbitrage avant de se décider à entrer dans la Fédération algérienne d'escrime pour être élu en 2013 à la tête de l'office fédéral.
Il se présente aux élections législatives algériennes de 2021 sur une liste du parti TAJ.

## Fonctions
- 1er avril 2019 - 4 janvier 2020 : Ministre de la Jeunesse et des Sports[3]
- 2013 - 2019 : Président de la Fédération algérienne d'escrime[4]